# خیابان سبز
خیابان سبز (انگلیسی: Green Street) همچنین شناخته‌شده با عنوان اراذل و اوباش خیابان سبز (انگلیسی: Green Street Hooligans) و اراذل و اوباش (انگلیسی: Hooligans)، فیلمی آمریکایی-بریتانیایی در ژانر درام جنایی به کارگردانی لکسی الکساندر دربارۀ هولیگانیسم فوتبالی در بریتانیا است که در سال ۲۰۰۵ منتشر شد. از بازیگران آن می‌توان به الیجاه وود، چارلی هونام، کلر فورلانی و مارک وارن اشاره کرد.
دو دنباله برای فیلم ساخته‌شد. اولی خیابان سبز ۲: روی پایت بایست که در سال ۲۰۰۹ و دومی خیابان سبز ۳: هرگز عقب‌نشینی نکن که در ۲۱ اکتبر ۲۰۱۳ در پادشاهی متحده منتشر شد.